# Abu Thabit 'Amir
Abu Thabit 'Amir, född 1284, död 1308, var regerande sultan av Marocko mellan 1307 och 1308. Han tillhörde marinidernas dynasti.